# Список топонімів України, перейменованих внаслідок деколонізації
Це перелік населених пунктів і адміністративних одиниць України, перейменованих відповідно до Закону України № 3005-IX «Про засудження та заборону пропаганди російської імперської політики в Україні і деколонізацію топонімії». (Набув чинності 27.07.2023 року)
Перелік топонімів, які не відповідають нормам української мови, затверджений Рішенням № 236 Національної комісії зі стандартів державної мови від 30 червня 2023 року.
Частина топонімів була перейменована до набуття законом чинності.

## Адміністративні одиниці

### Райони
Перейменовані до набуття чинності законом про деколонізацію:
| Стара назва          | Область     | Нова назва     | № постанови | Примітки                                   |
| -------------------- | ----------- | -------------- | ----------- | ------------------------------------------ |
| Володимир-Волинський | Волинська   | Володимирський | 2405-IX     | у зв'язку перейменуванням районного центру |
| Новоград-Волинський  | Житомирська | Звягельський   | 2780-IX     | у зв'язку перейменуванням районного центру |

Перейменовані після набуття чинності законом про деколонізацію:
| Стара назва      | Область          | Нова назва         | № постанови | Примітки                                   |
| ---------------- | ---------------- | ------------------ | ----------- | ------------------------------------------ |
| Новомосковський  | Дніпропетровська | Самарівський       | 3984-IX     | у зв'язку перейменуванням районного центру |
| Сєвєродонецький  | Луганська        | Сіверськодонецький | 3984-IX     | у зв'язку перейменуванням районного центру |
| Червоноградський | Львівська        | Шептицький         | 3984-IX     | у зв'язку перейменуванням районного центру |
| Красноградський  | Харківська       | Берестинський      | 3984-IX     | у зв'язку перейменуванням районного центру |

#### Райони в містах
Одеса
- Малиновський → Хаджибейський
- Суворовський → Пересипський

Херсон
- Суворовський → Центральний

## Населені пункти

### Вінницька область
Перейменовані до набуття чинності законом про деколонізацію:
| Тип  | Стара назва  | Район             | Нова назва | № постанови | Примітка                                                       |
| ---- | ------------ | ----------------- | ---------- | ----------- | -------------------------------------------------------------- |
| село | Первомайське | Гайсинський район | Гадаї      | 3212-IX     | стара назва від російської назви Міжнародного дня праці        |
| село | Ленінка      | Гайсинський район | Привітне   | 3208-IX     | стара назва на честь радянського політичного діяча В.І. Леніна |

Перейменовані після набуття чинності законом про деколонізацію:
| Тип    | Стара назва  | Район               | Нова назва | № постанови |
| ------ | ------------ | ------------------- | ---------- | ----------- |
| село   | Дорожне      | Вінницький          | Дорожнє    | 3984-IX     |
| село   | Некрасове    | Вінницький          | Юзвин      | 3984-IX     |
| село   | Дзигівка     | Могилів-Подільський | Дзиґівка   | 3984-IX     |
| село   | Красне       | Тульчинський        | Щасливе    | 3984-IX     |
| селище | Пестеля      | Тульчинський        | Кільтява   | 3984-IX     |
| село   | Суворовське  | Тульчинський        | Подільське | 3984-IX     |
| село   | Ольгине      | Хмільницький        | Ольжине    | 3984-IX     |
| селище | Первомайське | Хмільницький        | Постолове  | 3984-IX     |

### Волинська область
Перейменовані до набуття чинності законом про деколонізацію:
| Тип   | Стара назва          | Район                | Нова назва | № постанови | Примітка                                                                         |
| ----- | -------------------- | -------------------- | ---------- | ----------- | -------------------------------------------------------------------------------- |
| місто | Володимир-Волинський | Володимир-Волинський | Володимир  | 1959-IX     | стара назва була дана з метою уникнення плутанини з містом Владимир (на Клязьмі) |

Перейменовані після набуття чинності законом про деколонізацію:
| Тип  | Стара назва        | Район          | Нова назва         | № постанови |
| ---- | ------------------ | -------------- | ------------------ | ----------- |
| село | Підгородне         | Ковельський    | Підгороднє         | 3984-IX     |
| село | Рогові Смоляри     | Ковельський    | Рогові Смолярі     | 3984-IX     |
| село | Смоляри-Світязькі  | Ковельський    | Смолярі-Світязькі  | 3984-IX     |
| село | Столинські Смоляри | Ковельський    | Столинські Смолярі | 3984-IX     |
| село | Пархоменкове       | Володимирський | Видранка           | 4483-IX     |
| село | Петрове            | Володимирський | Цуцнів             | 4484-IX     |

### Дніпропетровська область
| Тип    | Стара назва                     | Район            | Нова назва         | № постанови |
| ------ | ------------------------------- | ---------------- | ------------------ | ----------- |
| селище | Горького                        | Дніпровський     | Титорове           | 3984-IX     |
| село   | Маївка                          | Дніпровський     | Калинове           | 3984-IX     |
| село   | Олександропіль                  | Дніпровський     | Лугове             | 3984-IX     |
| село   | Партизанське                    | Дніпровський     | Орільське          | 3984-IX     |
| село   | Перше Травня (Любимівська ТГ)   | Дніпровський     | Зоряне             | 3984-IX     |
| село   | Перше Травня (Солонянська ТГ)   | Дніпровський     | Квітневе           | 3984-IX     |
| село   | Весела Роща                     | Кам'янський      | Зелений Гай        | 3984-IX     |
| село   | Первомайське                    | Кам'янський      | Водяна Балка       | 3984-IX     |
| село   | Перше Травня                    | Кам'янський      | Богодарівка        | 3984-IX     |
| село   | Суворовське                     | Кам'янський      | Слобідське         | 3984-IX     |
| село   | Чкаловка                        | Кам'янський      | Чубарівка          | 3984-IX     |
| село   | Велика Костромка                | Криворізький     | Велика Долина      | 3984-IX     |
| село   | Мала Костромка                  | Криворізький     | Мала Долина        | 3984-IX     |
| село   | Новокурське                     | Криворізький     | Щасливе            | 3984-IX     |
| село   | Перше Травня (Апостолівська ТГ) | Криворізький     | Козацький Кут      | 3984-IX     |
| село   | Перше Травня (Девладівська ТГ)  | Криворізький     | Козацька Слобода   | 3984-IX     |
| село   | Спокойствіє                     | Криворізький     | Спокій             | 3984-IX     |
| село   | Суворовка                       | Криворізький     | Близнюки           | 3984-IX     |
| село   | Червоне Поле                    | Криворізький     | Поле               | 3984-IX     |
| селище | Червоний Запорожець             | Криворізький     | Вільний Запорожець | 3984-IX     |
| село   | Червоний Яр                     | Криворізький     | Яр                 | 3984-IX     |
| село   | Чкаловка                        | Криворізький     | Карачунівка        | 3984-IX     |
| село   | Южне                            | Криворізький     | Південне           | 3984-IX     |
| село   | Першотравневе                   | Нікопольський    | Мозолевське        | 3984-IX     |
| село   | Чкалове                         | Нікопольський    | Воля               | 3984-IX     |
| місто  | Новомосковськ                   | Новомосковський  | Самар              | 3984-IX     |
| селище | Гвардійське                     | Новомосковський  | Зарічне            | 3984-IX     |
| село   | Першотравенка                   | Новомосковський  | Любомирівка        | 3984-IX     |
| село   | Новомосковське                  | Павлоградський   | Нове               | 3984-IX     |
| село   | Первомайське                    | Павлоградський   | Святотроїцьке      | 3984-IX     |
| селище | Юр'ївка                         | Павлоградський   | Юріївка            | 3984-IX     |
| місто  | Першотравенськ                  | Синельниківський | Шахтарське         | 3984-IX     |
| село   | Возвратне                       | Синельниківський | Цибуляни           | 3984-IX     |
| село   | Воронізьке                      | Синельниківський | Середня Терса      | 3984-IX     |
| село   | Григорівка                      | Синельниківський | Бунчужне           | 3984-IX     |
| селище | Іларіонове                      | Синельниківський | Яворницьке         | 3984-IX     |
| село   | Красне (Васильківська ТГ)       | Синельниківський | Долина             | 3984-IX     |
| село   | Новопавлоградське               | Синельниківський | Новоматвіївське    | 3984-IX     |
| селище | Первомайське                    | Синельниківський | Добричі            | 3984-IX     |
| село   | Первомайське                    | Синельниківський | Коржове            | 3984-IX     |
| село   | Першотравневе                   | Синельниківський | Злагода            | 3984-IX     |
| село   | Январське                       | Синельниківський | Січневе            | 3984-IX     |
| місто  | Підгородне                      | Дніпровський     | Підгороднє         | 4483-IX     |
| село   | Юр'ївка                         | Дніпровський     | Юріївка            | 4483-IX     |
| село   | Богдано-Надеждівка              | Кам'янський      | Богдано-Надіївка   | 4483-IX     |
| село   | Ізлучисте                       | Криворізький     | Променисте         | 4483-IX     |
| село   | Надеждівка                      | Криворізький     | Нова Надія         | 4483-IX     |
| село   | Надеждівка                      | Самарівський     | Надіївка           | 4483-IX     |
| село   | Зелена Роща                     | Синельниківський | Щасливе            | 4483-IX     |
| село   | Кирпичне                        | Синельниківський | Цегельне           | 4483-IX     |
| село   | Мар'їна Роща                    | Синельниківський | Мар’янівка         | 4483-IX     |
| село   | Надеждівка                      | Синельниківський | Надія              | 4483-IX     |
| село   | Новий Посьолок                  | Синельниківський | Мирне              | 4483-IX     |
| село   | Новопідгородне                  | Синельниківський | Новопідгороднє     | 4483-IX     |
| селище | Жемчужне                        | Павлоградський   | Ясне               | 4483-IX     |

### Донецька область
| Тип    | Стара назва                                         | Район          | Нова назва         | № постанови |
| ------ | --------------------------------------------------- | -------------- | ------------------ | ----------- |
| селище | Петрівка                                            | Бахмутський    | Новоспаське        | 3984-IX     |
| село   | Іскра                                               | Волноваський   | Андріївка-Клевцове | 3984-IX     |
| село   | Красна Поляна                                       | Волноваський   | Нова Каракуба      | 3984-IX     |
| село   | Петрівське                                          | Волноваський   | Давидовське        | 3984-IX     |
| село   | Орлово-Іванівка                                     | Горлівський    | Сулинівка          | 3984-IX     |
| селище | Московське                                          | Горлівський    | Куликівське        | 3984-IX     |
| селище | Кутейникове                                         | Донецький      | Попова Балка       | 3984-IX     |
| селище | Новомосковське                                      | Донецький      | Тихе               | 3984-IX     |
| село   | Ванюшкине                                           | Кальміуський   | Фролівське         | 3984-IX     |
| село   | Мічуріне                                            | Кальміуський   | Грінталь           | 3984-IX     |
| село   | Первомайське (Бойківська ТГ, кол. Первомайська с/р) | Кальміуський   | Кам'янувате        | 3984-IX     |
| село   | Первомайське (Бойківська ТГ, кол. Мічурінська с/р)  | Кальміуський   | Чорне              | 3984-IX     |
| село   | Первомайське (Новоазовська ТГ)                      | Кальміуський   | Паланка            | 3984-IX     |
| село   | Петрівське (Кальміуська ТГ)                         | Кальміуський   | Стахівське         | 3984-IX     |
| село   | Петрівське (Старобешівська ТГ)                      | Кальміуський   | Звитяжне           | 3984-IX     |
| селище | Андріївка                                           | Краматорський  | Суханівка          | 3984-IX     |
| село   | Надеждівка                                          | Краматорський  | Надія              | 3984-IX     |
| село   | Зоря                                                | Маріупольський | Афіни              | 3984-IX     |
| селище | Нікольське                                          | Маріупольський | Микільське         | 3984-IX     |
| село   | Первомайське                                        | Маріупольський | Домаха             | 3984-IX     |
| селище | Восход                                              | Покровський    | Східне             | 3984-IX     |
| селище | Желанне                                             | Покровський    | Благодатне         | 3984-IX     |
| село   | Желанне Перше                                       | Покровський    | Бажане Перше       | 3984-IX     |
| село   | Желанне Друге                                       | Покровський    | Бажане Друге       | 3984-IX     |
| село   | Красногорівка                                       | Покровський    | Ясногорівка        | 3984-IX     |
| селище | Красноярське                                        | Покровський    | Чернігівка         | 3984-IX     |
| село   | Кутузовка                                           | Покровський    | Степи              | 3984-IX     |
| селище | Ласточкине                                          | Покровський    | Криничне           | 3984-IX     |
| село   | Московське                                          | Покровський    | Козацьке           | 3984-IX     |
| селище | Надеждинка                                          | Покровський    | Надіївка           | 3984-IX     |
| село   | Никанорівка                                         | Покровський    | Заповідне          | 3984-IX     |
| село   | Новий Труд                                          | Покровський    | Відродження        | 3984-IX     |
| село   | Новожеланне                                         | Покровський    | Бажане             | 3984-IX     |
| село   | Первомайське (Білозерська ТГ)                       | Покровський    | Мирове             | 3984-IX     |
| село   | Первомайське (Очеретинська ТГ)                      | Покровський    | Авдіївське         | 3984-IX     |
| селище | Перше Травня                                        | Покровський    | Леонтовичі         | 3984-IX     |
| селище | Пушкіне                                             | Покровський    | Чумацьке           | 3984-IX     |
| селище | Сєверне                                             | Покровський    | Північне           | 3984-IX     |
| село   | Скучне                                              | Покровський    | Сонячне            | 3984-IX     |
| село   | Суворове                                            | Покровський    | Затишок            | 3984-IX     |
| село   | Юр'ївка (Селидівська ТГ)                            | Покровський    | Юріївка            | 3984-IX     |
| село   | Юр'ївка                                             | Бахмутський    | Юріївка            | 4483-IX     |
| село   | Толстой                                             | Волноваський   | Товсте             | 4483-IX     |
| село   | Гусельщикове                                        | Кальміуський   | Гусельникове       | 4483-IX     |
| село   | Тавричеське                                         | Кальміуський   | Таврійське         | 4483-IX     |
| село   | Прелесне                                            | Краматорський  | Прилісне           | 4483-IX     |
| село   | Бойове                                              | Маріупольський | Свято-Покровське   | 4483-IX     |
| село   | Новокраснівка                                       | Маріупольський | Ямбург             | 4483-IX     |
| село   | Перемога                                            | Маріупольський | Степове            | 4483-IX     |
| село   | Пищевик                                             | Маріупольський | Кальміуське        | 4483-IX     |
| село   | Республіка                                          | Маріупольський | Бергталь           | 4483-IX     |
| село   | Юр'ївка                                             | Маріупольський | Юріївка            | 4483-IX     |
| село   | Побєда                                              | Покровський    | Перемога           | 4483-IX     |
| село   | Юр'ївка                                             | Покровський    | Юріївське          | 4483-IX     |

### Житомирська область
Перейменовані до набуття чинності законом про деколонізацію:
| Тип   | Стара назва         | Район               | Нова назва | № постанови | Примітка                                                    |
| ----- | ------------------- | ------------------- | ---------- | ----------- | ----------------------------------------------------------- |
| місто | Новоград-Волинський | Новоград-Волинський | Звягель    | 2779-IX     | стара назва була дана після входження до Російської імперії |

Перейменовані після набуття чинності законом про деколонізацію:
| Тип    | Стара назва                   | Район         | Нова назва  | № постанови |
| ------ | ----------------------------- | ------------- | ----------- | ----------- |
| селище | Першотравневе                 | Бердичівський | Лебединське | 3984-IX     |
| село   | Підгородне                    | Бердичівський | Підгороднє  | 3984-IX     |
| село   | Жовтнівка                     | Житомирський  | Поліщуки    | 3984-IX     |
| село   | Красногірка (Хорошівська ТГ)  | Житомирський  | Гранітне    | 3984-IX     |
| село   | Перемога                      | Житомирський  | Дідушанка   | 3984-IX     |
| селище | Першотравенськ                | Звягельський  | Порцелянове | 3984-IX     |
| селище | Першотравневе                 | Коростенський | Кварцитне   | 3984-IX     |
| село   | Першотравневе (Малинська ТГ)  | Коростенський | Тем'янець   | 3984-IX     |
| село   | Першотравневе (Ушомирська ТГ) | Коростенський | Затишок     | 3984-IX     |

### Закарпатська область
Перейменовані до набуття чинності законом про деколонізацію:
| Тип  | Стара назва | Район      | Нова назва | № постанови | Примітки |
| ---- | ----------- | ---------- | ---------- | ----------- | --- |
| село | Лопухів     | Тячівський | Брустури   | 3214-IX     | перейменоване з метою «відмови від зрадянщеної форми назви і повернення населеному пункту історично справедливої назви «Брустури» із традиційним та звичним для жителів звучанням» |

Перейменовані після набуття чинності законом про деколонізацію:
| Тип  | Стара назва | Район        | Нова назва | № постанови |
| ---- | ----------- | ------------ | ---------- | ----------- |
| село | Пушкіно     | Берегівський | Міжлісне   | 3984-IX     |
| село | Пещера      | Тячівський   | Печера     | 3984-IX     |
| село | Кибляри     | Ужгородський | Киблярі    | 3984-IX     |
| село | Чертеж      | Ужгородський | Чертіж     | 3984-IX     |

### Запорізька область
Перейменовані до набуття чинності законом про деколонізацію:
| Тип  | Стара назва   | Район           | Нова назва | № постанови | Примітка                                    |
| ---- | ------------- | --------------- | ---------- | ----------- | ------------------------------------------- |
| село | Новгородківка | Мелітопольський | Чехоград   | 3209-IX     | стара назва походить від рос. «новый город» |

Перейменовані після набуття чинності законом про деколонізацію:
| Тип    | Стара назва                  | Район           | Нова назва         | № постанови |
| ------ | ---------------------------- | --------------- | ------------------ | ----------- |
| село   | Мічуріна                     | Василівський    | Симиренкове        | 3984-IX     |
| село   | Московка                     | Запорізький     | Адріанівка         | 3984-IX     |
| село   | Гвардійське                  | Мелітопольський | Дванадцяте         | 3984-IX     |
| селище | Максима Горького             | Мелітопольський | Кошове             | 3984-IX     |
| село   | Мордвинівка                  | Мелітопольський | Молочне            | 3984-IX     |
| селище | Переможне                    | Мелітопольський | Січове             | 3984-IX     |
| село   | Першотравневе                | Мелітопольський | Калнишевське       | 3984-IX     |
| село   | Чкалове (Олександрівська ТГ) | Мелітопольський | Святотроїцьке      | 3984-IX     |
| село   | Чкалове (Чкаловська ТГ)      | Мелітопольський | Гаврилівка         | 3984-IX     |
| село   | Кутузівка                    | Пологівський    | Петерсгаген        | 3984-IX     |
| село   | Першотравневе                | Пологівський    | Малий Вердер       | 3984-IX     |
| село   | Червоне                      | Пологівський    | Високе             | 3984-IX     |
| село   | Чкалова                      | Пологівський    | Мережне            | 3984-IX     |
| село   | Вячеславка                   | Бердянський     | В'ячеславка        | 4483-IX     |
| селище | Подспор'є                    | Бердянський     | Ногаї              | 4483-IX     |
| селище | Новотавричеське              | Запорізький     | Новотаврійське     | 4483-IX     |
| селище | Ростуще                      | Запорізький     | Велика Комишуватка | 4483-IX     |
| село   | Укромне                      | Запорізький     | Гофельд            | 4483-IX     |
| село   | Юльївка                      | Запорізький     | Юліївка            | 4483-IX     |
| село   | Волна                        | Мелітопольський | Хвильове           | 4483-IX     |
| село   | Восход                       | Мелітопольський | Ковильне           | 4483-IX     |
| село   | Добровольчеське              | Мелітопольський | Добровольче        | 4483-IX     |
| село   | Кирпичне                     | Мелітопольський | Гуттерталь         | 4483-IX     |
| село   | Надеждине                    | Мелітопольський | Караруга           | 4483-IX     |
| село   | Обільне                      | Мелітопольський | Авіаційне          | 4483-IX     |
| село   | Плодородне                   | Мелітопольський | Райхенфельд        | 4483-IX     |
| село   | Юр'ївка                      | Мелітопольський | Юріївка            | 4483-IX     |
| село   | Обще                         | Пологівський    | Сонячне            | 4483-IX     |
| село   | Ожерельне                    | Пологівський    | Джерельне          | 4483-IX     |

### Київська область
Перейменовані до набуття чинності законом про деколонізацію:
| Тип   | Стара назва            | Район/міськрада           | Нова назва | № постанови | Примітка |
| ----- | ---------------------- | ------------------------- | ---------- | ----------- | --- |
| місто | Переяслав-Хмельницький | Переяслав-Хмельницька м/р | Переяслав  | 251-IX      | перейменування сприятиме «подоланню історичних міфів про „споконвічне прагнення українського народу до возз'єднання з російським народом“, що втілилося у „возз'єднання України та Росії“ на Переяславській раді 1654 р.» |

Перейменовані після набуття чинності законом про деколонізацію:
| Тип  | Стара назва     | Район           | Нова назва  | № постанови |
| ---- | --------------- | --------------- | ----------- | ----------- |
| село | Перше Травня    | Білоцерківський | Роська      | 3984-IX     |
| село | Першотравневе   | Білоцерківський | Виговське   | 3984-IX     |
| село | Червоні Яри     | Білоцерківський | Хрещатий Яр | 3984-IX     |
| село | Перше Травня    | Бориспільський  | Княже       | 3984-IX     |
| село | Переможець      | Броварський     | Сотницьке   | 3984-IX     |
| село | Перше травня    | Броварський     | Димівка     | 3984-IX     |
| село | Першотравневе   | Броварський     | Димівське   | 3984-IX     |
| село | Чкаловка        | Вишгородський   | Вишова      | 3984-IX     |
| село | Красна Слобідка | Обухівський     | Слобідка    | 3984-IX     |
| село | Перше Травня    | Обухівський     | Гудимове    | 3984-IX     |
| село | Гвардійське     | Фастівський     | Козацьке    | 3984-IX     |
| село | Каменка         | Вишгородський   | Кам'янка    | 4483-IX     |

### Кіровоградська область
| Тип    | Стара назва     | Район            | Нова назва     | № постанови |
| ------ | --------------- | ---------------- | -------------- | ----------- |
| селище | Єлизаветградка  | Кропивницький    | Гайдамацьке    | 3984-IX     |
| селище | Новгородка      | Кропивницький    | Кам'янець      | 3984-IX     |
| село   | Перше Травня    | Кропивницький    | Здорівка       | 3984-IX     |
| село   | Першотравенка   | Кропивницький    | Тернове        | 3984-IX     |
| селище | Першотравневе   | Кропивницький    | Пелагеївка     | 3984-IX     |
| село   | Первомайськ     | Новоукраїнський  | Станція Ташлик | 3984-IX     |
| село   | Первомайське    | Новоукраїнський  | Валуївка       | 3984-IX     |
| селище | Балахівка       | Олександрійський | Інгулецьке     | 3984-IX     |
| село   | Першотравневе   | Олександрійський | Староганнівка  | 3984-IX     |
| село   | Надеждівка      | Голованівський   | Надіївка       | 4483-IX     |
| село   | Апрелівка       | Кропивницький    | Макіївка       | 4483-IX     |
| село   | Апрелівське     | Кропивницький    | Квітневе       | 4483-IX     |
| село   | Любо-Надеждівка | Кропивницький    | Любо-Надіївка  | 4483-IX     |
| село   | Майське         | Кропивницький    | Гайок          | 4483-IX     |
| село   | Новосамара      | Кропивницький    | Колодязі       | 4483-IX     |
| село   | Саблине         | Кропивницький    | Шаблине        | 4483-IX     |
| село   | Трудолюбівка    | Кропивницький    | Андріївка      | 4483-IX     |
| село   | Ударне          | Кропивницький    | Водневе        | 4483-IX     |
| селище | Южне            | Кропивницький    | Гаї            | 4483-IX     |
| село   | Юр'ївка         | Кропивницький    | Юріївка        | 4483-IX     |
| село   | Защита          | Новоукраїнський  | Захист         | 4483-IX     |
| село   | Юр'ївка         | Новоукраїнський  | Юріївка        | 4483-IX     |
| село   | Юр'ївка         | Новоукраїнський  | Юріївка        | 4483-IX     |
| село   | Оврагове        | Олександрійський | Оврахове       | 4483-IX     |

### Луганська область
| Тип    | Стара назва      | Район              | Нова назва       | № постанови |
| ------ | ---------------- | ------------------ | ---------------- | ----------- |
| місто  | Первомайськ      | Алчевський         | Сокологірськ     | 3984-IX     |
| селище | Комісарівка      | Алчевський         | Голубівка        | 3984-IX     |
| селище | Краснодарський   | Довжанський        | Прикордонне      | 3984-IX     |
| місто  | Молодогвардійськ | Луганський         | Отаманівка       | 3984-IX     |
| селище | Челюскінець      | Луганський         | Титаренкове      | 3984-IX     |
| село   | Аношкине         | Сватівськиий       | Старовірове      | 3984-IX     |
| село   | Жовтневе         | Сватівськиий       | Лемзяківка       | 3984-IX     |
| село   | Невське          | Сватівськиий       | Балка Журавка    | 3984-IX     |
| село   | Нянчине          | Сватівськиий       | Няньчине         | 3984-IX     |
| село   | Роднички         | Сватівськиий       | Кринички         | 3984-IX     |
| місто  | Сєвєродонецьк    | Сєвєродонецький    | Сіверськодонецьк | 3984-IX     |
| село   | Єпіфанівка       | Сєвєродонецький    | Єпифанівка       | 3984-IX     |
| село   | Нова Астрахань   | Сєвєродонецький    | Гузіївка         | 3984-IX     |
| село   | Красне Поле      | Старобільський     | Маринопіль       | 3984-IX     |
| село   | Новоастраханське | Старобільський     | Новослобідське   | 3984-IX     |
| селище | Новопсков        | Старобільський     | Айдар            | 3984-IX     |
| село   | Новорозсош       | Старобільський     | Плотина          | 3984-IX     |
| село   | Пантюхине        | Старобільський     | Пантюшине        | 3984-IX     |
| село   | Первомайськ      | Старобільський     | Попівка          | 3984-IX     |
| село   | Первомайське     | Старобільський     | Степкове         | 3984-IX     |
| село   | Половинкине      | Старобільський     | Толоківка        | 3984-IX     |
| село   | Тев'яшеве        | Старобільський     | Горіхове         | 3984-IX     |
| село   | Фартуківка       | Старобільський     | Фартухівка       | 3984-IX     |
| село   | Артема           | Щастинський        | Любомирівка      | 3984-IX     |
| село   | Уткине           | Алчевський         | Утчине           | 4483-IX     |
| селище | Чорнухине        | Алчевський         | Чорнушине        | 4483-IX     |
| селище | Юр'ївка          | Алчевський         | Юріївка          | 4483-IX     |
| село   | Коробкине        | Довжанський        | Коробчине        | 4483-IX     |
| село   | Уткине           | Довжанський        | Утчине           | 4483-IX     |
| село   | Мала Юр'ївка     | Луганський         | Мала Юріївка     | 4483-IX     |
| селище | Новосімейкіне    | Луганський         | Новосімейчине    | 4483-IX     |
| село   | Придорожне       | Луганський         | Придорожнє       | 4483-IX     |
| селище | Сімейкине        | Луганський         | Сімейчине        | 4483-IX     |
| селище | Єсаулівка        | Ровеньківський     | Осавулівка       | 4483-IX     |
| селище | Метьолкіне       | Сіверськодонецький | Метьолчине       | 4483-IX     |
| село   | Гречишкине       | Щастинський        | Гречищине        | 4483-IX     |
| село   | Денежникове      | Щастинський        | Петропавлівське  | 4483-IX     |
| село   | Лопаскине        | Щастинський        | Лопащине         | 4483-IX     |
| селище | Побєда           | Щастинський        | Перемога         | 4483-IX     |
| село   | Юганівка         | Щастинський        | Булавіне         | 4483-IX     |

### Львівська область
| Тип   | Стара назва | Район            | Нова назва | № постанови |
| ----- | ----------- | ---------------- | ---------- | ----------- |
| село  | Кіз'я       | Золочівський     | Кізя       | 3984-IX     |
| село  | Підгородне  | Золочівський     | Підгороднє | 3984-IX     |
| село  | Червоне     | Золочівський     | Галицьке   | 3984-IX     |
| село  | Чішки       | Золочівський     | Чишки      | 3984-IX     |
| село  | Гончари     | Львівський       | Гончарі    | 3984-IX     |
| село  | Красічин    | Львівський       | Красичин   | 3984-IX     |
| село  | Листв'яний  | Стрийський       | Листвяний  | 3984-IX     |
| місто | Червоноград | Червоноградський | Шептицький | 3984-IX     |
| село  | Іорданівка  | Яворівський      | Йорданівка | 3984-IX     |

### Миколаївська область
| Тип    | Стара назва                         | Район         | Нова назва        | № постанови |
| ------ | ----------------------------------- | ------------- | ----------------- | ----------- |
| село   | Новоросійське                       | Баштанський   | Козацьке          | 3984-IX     |
| село   | Першотравневе                       | Баштанський   | Мирне             | 3984-IX     |
| село   | Червоний Став (Баштанська ТГ)       | Баштанський   | Сухий Став        | 3984-IX     |
| село   | Червоний Став (Березнегуватська ТГ) | Баштанський   | Тихий Став        | 3984-IX     |
| село   | Червоний Яр                         | Баштанський   | Терновий Яр       | 3984-IX     |
| село   | Червонопілля                        | Баштанський   | Краснопілля       | 3984-IX     |
| село   | Юр'ївка                             | Баштанський   | Юріївка           | 3984-IX     |
| село   | Першотравнівка                      | Вознесенський | Квіткове          | 3984-IX     |
| село   | Приют                               | Вознесенський | Мальовниче        | 3984-IX     |
| село   | Уральське                           | Вознесенський | Славне            | 3984-IX     |
| село   | Царедарівка                         | Вознесенський | Великозаболотне   | 3984-IX     |
| селище | Грейгове                            | Миколаївський | Миролюбове        | 3984-IX     |
| село   | Суворовка                           | Миколаївський | Дикий Хутір       | 3984-IX     |
| село   | Гражданівка                         | Первомайський | Левицьке          | 3984-IX     |
| село   | Краснівка                           | Первомайський | Лучківка          | 3984-IX     |
| село   | Краснопіль                          | Первомайський | Чайківка          | 3984-IX     |
| село   | Мічуріне                            | Первомайський | Симиренки         | 3984-IX     |
| село   | Юр'ївка                             | Первомайський | Юріївка           | 3984-IX     |
| місто  | Южноукраїнськ                       | Вознесенський | Південноукраїнськ | 4007-IX     |
| село   | Волна                               | Баштанський   | Хвиля             | 4483-IX     |
| село   | Родники                             | Баштанський   | Затишне           | 4483-IX     |
| село   | Надеждівка                          | Вознесенський | Надія             | 4483-IX     |
| селище | Тімірязєвка                         | Вознесенський | Миролюбівське     | 4483-IX     |
| село   | Юр'ївка                             | Вознесенський | Юріївка           | 4483-IX     |
| село   | Гур'ївка                            | Миколаївський | Гуріївка          | 4483-IX     |
| селище | Луч                                 | Миколаївський | Промінь           | 4483-IX     |
| село   | Новоюр'ївка                         | Миколаївський | Новоюріївка       | 4483-IX     |
| селище | Первомайське                        | Миколаївський | Заводське         | 4483-IX     |
| село   | Синюхин Брід                        | Первомайський | Синюшин Брід      | 4483-IX     |

### Одеська область
| Тип    | Стара назва                      | Район                  | Нова назва      | № постанови |
| ------ | -------------------------------- | ---------------------- | --------------- | ----------- |
| село   | Андрієво-Іванівка                | Березівський           | Чернове         | 3984-IX     |
| селище | Петрівка                         | Березівський           | Буялик          | 3984-IX     |
| село   | Сухий Овраг                      | Березівський           | Сухий Яр        | 3984-IX     |
| село   | Зоря                             | Білгород-Дністровський | Камчик          | 3984-IX     |
| село   | Миколаївка-Новоросійська         | Білгород-Дністровський | Байрамча        | 3984-IX     |
| селище | Березине                         | Болградський           | Соборне         | 3984-IX     |
| селище | Бородіно                         | Болградський           | Буджак          | 3984-IX     |
| село   | Малоярославець Перший            | Болградський           | Прикордонне     | 3984-IX     |
| село   | Малоярославець Другий            | Болградський           | Ярославове      | 3984-IX     |
| село   | Нове Тарутине                    | Болградський           | Новодолинське   | 3984-IX     |
| село   | Роща                             | Болградський           | Новий Париж     | 3984-IX     |
| селище | Тарутине                         | Болградський           | Бессарабське    | 3984-IX     |
| село   | Першотравневе                    | Ізмаїльський           | Вишневе         | 3984-IX     |
| селище | Суворове                         | Ізмаїльський           | Катлабуг        | 3984-IX     |
| село   | Гвардійське                      | Одеський               | Змієнкове       | 3984-IX     |
| село   | Першотравневе                    | Одеський               | Причорноморське | 3984-IX     |
| село   | Ткаченка                         | Подільський            | Орлівське       | 3984-IX     |
| село   | Андрієво-Іванове                 | Роздільнянський        | Світанок        | 3984-IX     |
| село   | Міліардівка                      | Роздільнянський        | Мільярдівка     | 3984-IX     |
| село   | Первомайське                     | Роздільнянський        | Болгарка        | 3984-IX     |
| село   | Перше Травня (Захарівська ТГ)    | Роздільнянський        | Щасливе         | 3984-IX     |
| село   | Перше Травня (Роздільнянська ТГ) | Роздільнянський        | Молдованка      | 3984-IX     |
| село   | Першотравневе                    | Роздільнянський        | Гурівське       | 3984-IX     |
| село   | Росіянівка                       | Роздільнянський        | Козацьке        | 3984-IX     |
| село   | Старостине                       | Роздільнянський        | Старосілля      | 3984-IX     |
| місто  | Южне                             | Одеський               | Південне        | 4008-IX     |
| село   | Поліно-Осипенкове                | Березівський           | Брашеванівка    | 4483-IX     |
| село   | Надежда                          | Білгород-Дністровський | Надія           | 4483-IX     |
| село   | Надеждівка                       | Болградський           | Надія           | 4483-IX     |
| село   | Юр'ївка                          | Болградський           | Юріївка         | 4483-IX     |
| село   | Яновка                           | Подільський            | Янівка          | 4483-IX     |
| село   | Ольгинове                        | Роздільнянський        | Ольжинове       | 4483-IX     |
| село   | Полезне                          | Роздільнянський        | Мале Гросулове  | 4483-IX     |

### Полтавська область
| Тип    | Стара назва                     | Район         | Нова назва | № постанови |
| ------ | ------------------------------- | ------------- | ---------- | ----------- |
| село   | Новомосковське                  | Кременчуцький | Лоза       | 3984-IX     |
| село   | Олексіївка                      | Лубенський    | Калинівка  | 3984-IX     |
| село   | Першотравневе                   | Лубенський    | Перевідне  | 3984-IX     |
| село   | Червоні Пологи                  | Лубенський    | Пологи     | 3984-IX     |
| селище | Декабристів                     | Миргородський | Мирне      | 3984-IX     |
| село   | Першотравневе                   | Миргородський | Петренки   | 3984-IX     |
| село   | Первомайське                    | Полтавський   | Гуляйстеп  | 3984-IX     |
| село   | Першотравневе (Зіньківської ТГ) | Полтавський   | Прилівщина | 3984-IX     |
| село   | Першотравневе (Чутівської ТГ)   | Полтавський   | Майдан     | 3984-IX     |
| село   | Червона Долина                  | Полтавський   | Долинне    | 3984-IX     |
| село   | Чкалове                         | Полтавський   | Єднання    | 3984-IX     |
| село   | Червоне                         | Лубенський    | Пасічне    | 4483-IX     |
| село   | Зірка                           | Миргородський | Зоряне     | 4483-IX     |
| село   | Радченкове                      | Миргородський | Двірець    | 4483-IX     |
| село   | Червона Балка                   | Миргородський | Балка      | 4483-IX     |
| село   | Червона Слобідка                | Миргородський | Слобідське | 4483-IX     |
| село   | Юр'ївка                         | Миргородський | Юріївка    | 4483-IX     |
| село   | Кунівка                         | Полтавський   | Рідне      | 4483-IX     |
| село   | Леваневське                     | Полтавський   | Татарщина  | 4483-IX     |
| село   | Надежда                         | Полтавський   | Надія      | 4483-IX     |
| село   | Ряське                          | Полтавський   | Ряська     | 4483-IX     |
| село   | Сухинівка                       | Полтавський   | Полісся    | 4483-IX     |

### Рівненська область
| Тип  | Стара назва | Район      | Нова назва | № постанови |
| ---- | ----------- | ---------- | ---------- | ----------- |
| село | Московщина  | Дубенський | Щасливе    | 3984-IX     |
| село | Мятин       | Дубенський | М'ятин     | 3984-IX     |
| село | Придорожне  | Дубенський | Придорожнє | 3984-IX     |

### Сумська область
Перейменовані до набуття чинності законом про деколонізацію:
| Тип  | Стара назва | Район              | Нова назва | № постанови | Примітка                                               |
| ---- | ----------- | ------------------ | ---------- | ----------- | ------------------------------------------------------ |
| село | Московське  | Шосткинський район | Київське   | 3213-IX     | стара назва походить від назви столиці країни-агресора |

Перейменовані після набуття чинності законом про деколонізацію:
| Тип    | Стара назва                     | Район        | Нова назва          | № постанови |
| ------ | ------------------------------- | ------------ | ------------------- | ----------- |
| селище | Питомник                        | Конотопський | Садове              | 3984-IX     |
| село   | Першотравневе                   | Конотопський | Діброва             | 3984-IX     |
| село   | Юр'єве                          | Конотопський | Юрієве              | 3984-IX     |
| село   | Першотравневе                   | Охтирський   | Боромельське        | 3984-IX     |
| село   | Василівка                       | Роменський   | Зарудне             | 3984-IX     |
| село   | Житне                           | Роменський   | Житнє               | 3984-IX     |
| село   | Лукашове                        | Роменський   | Лукашеве            | 3984-IX     |
| село   | Московське                      | Роменський   | Мирне               | 3984-IX     |
| село   | Червона Долина                  | Роменський   | Долинське           | 3984-IX     |
| село   | Червоногірка                    | Роменський   | Масонів             | 3984-IX     |
| село   | Зелена Роща                     | Сумський     | Зелена Діброва      | 3984-IX     |
| село   | Москалівщина                    | Сумський     | Журавлине           | 3984-IX     |
| село   | Московський Бобрик              | Сумський     | Лебединий Бобрик    | 3984-IX     |
| село   | Перше Травня (Миколаївської ТГ) | Сумський     | Хутір               | 3984-IX     |
| село   | Перше Травня (Хотінської ТГ)    | Сумський     | Новокостянтинівка   | 3984-IX     |
| селище | Першотравневе                   | Сумський     | Андріївське         | 3984-IX     |
| село   | Першотравневе                   | Сумський     | Кленове             | 3984-IX     |
| місто  | Дружба                          | Шосткинський | Хутір-Михайлівський | 3984-IX     |
| село   | Майське                         | Шосткинський | Зелене              | 3984-IX     |
| село   | Ольгине                         | Шосткинський | Ольжине             | 3984-IX     |
| село   | Первомайське                    | Шосткинський | Янівка              | 3984-IX     |
| село   | Перше Травня                    | Шосткинський | Янів Хутір          | 3984-IX     |
| село   | Бунякине                        | Конотопський | Бунячине            | 4483-IX     |
| село   | Гречкине                        | Конотопський | Гречки              | 4483-IX     |
| село   | Грибаньове                      | Конотопський | Грибанів            | 4483-IX     |
| село   | Жабкине                         | Конотопський | Жабчине             | 4483-IX     |
| село   | Лебедєве                        | Конотопський | Лебеді              | 4483-IX     |
| село   | Папкине                         | Конотопський | Папчине             | 4483-IX     |
| село   | Сімейкине                       | Конотопський | Сімейчине           | 4483-IX     |
| село   | Новопостроєне                   | Охтирський   | Новозбудоване       | 4483-IX     |
| село   | П'яткине                        | Охтирський   | П'ятчине            | 4483-IX     |
| село   | Пашкине                         | Сумський     | Пащине              | 4483-IX     |
| селище | Тімірязєвка                     | Сумський     | Слобожанське        | 4483-IX     |
| село   | Горькове                        | Роменський   | Горкове             | 4483-IX     |
| село   | Ємадикине                       | Шосткинський | Ємадичине           | 4483-IX     |
| село   | Марчихина Буда                  | Шосткинський | Марчишина Буда      | 4483-IX     |
| село   | Сорокине                        | Шосткинський | Сорочине            | 4483-IX     |

### Тернопільська область
| Тип  | Стара назва | Район          | Нова назва | № постанови |
| ---- | ----------- | -------------- | ---------- | ----------- |
| село | Гвардійське | Тернопільський | Гниловоди  | 3984-IX     |
| село | Підгородне  | Тернопільський | Підгороднє | 3984-IX     |

### Харківська область
| Тип    | Стара назва                       | Район           | Нова назва          | № постанови |
| ------ | --------------------------------- | --------------- | ------------------- | ----------- |
| селище | Горького                          | Богодухівський  | Щасливе             | 3984-IX     |
| село   | Мічурінське                       | Богодухівський  | Симиренківське      | 3984-IX     |
| село   | Первухинка                        | Богодухівський  | Лісове              | 3984-IX     |
| селище | Першотравневе (Богодухівська ТГ)  | Богодухівський  | Мандричине          | 3984-IX     |
| селище | Першотравневе (Золочівська ТГ)    | Богодухівський  | Рідне               | 3984-IX     |
| село   | Першотравневе                     | Богодухівський  | Карлівка            | 3984-IX     |
| село   | Олександрівка (Золочівська ТГ)    | Богодухівський  | Клинова-Новоселівка | 3984-IX     |
| село   | Цепочкине                         | Богодухівський  | Бардаківка          | 3984-IX     |
| село   | Первомайське                      | Ізюмський       | Янохіне             | 3984-IX     |
| селище | Першотравневе                     | Ізюмський       | Степи               | 3984-IX     |
| село   | Першотравневе                     | Ізюмський       | Затишне             | 3984-IX     |
| село   | Червоний Шлях                     | Ізюмський       | Сіверське           | 3984-IX     |
| місто  | Красноград                        | Красноградський | Берестин            | 3984-IX     |
| село   | Першотравневе (Зачепилівська ТГ)  | Красноградський | Молодіжне           | 3984-IX     |
| село   | Першотравневе (Красноградська ТГ) | Красноградський | Мирне               | 3984-IX     |
| село   | Олійники                          | Красноградський | Мотузівка           | 3984-IX     |
| село   | Первомайське                      | Куп'янський     | Мирне               | 3984-IX     |
| село   | Першотравневе                     | Куп'янський     | Мануйлівка          | 3984-IX     |
| місто  | Первомайський                     | Лозівський      | Златопіль           | 3984-IX     |
| селище | Панютине                          | Лозівський      | Лиманівка           | 3984-IX     |
| селище | Першотравневе                     | Харківський     | Наукове             | 3984-IX     |
| село   | Стара Московка                    | Харківський     | Джерельне           | 3984-IX     |
| село   | Коробочкине                       | Чугуївський     | Коробчине           | 3984-IX     |
| село   | Першотравневе (Зміївська ТГ)      | Чугуївський     | Велетень            | 3984-IX     |
| село   | Першотравневе (Печенізька ТГ)     | Чугуївський     | Затока              | 3984-IX     |
| селище | Чкаловське                        | Чугуївський     | Пролісне            | 3984-IX     |
| село   | Дар-Надежда                       | Берестинський   | Дар Надії           | 4483-IX     |
| село   | Надеждине                         | Берестинський   | Корніївка           | 4483-IX     |
| село   | Ландишове                         | Богодухівський  | Конвалії            | 4483-IX     |
| село   | Мойка                             | Богодухівський  | Мийка               | 4483-IX     |
| село   | Шигимагине                        | Богодухівський  | Шигимажине          | 4483-IX     |
| село   | Синичено                          | Ізюмський       | Синичине            | 4483-IX     |
| село   | Анискине                          | Куп'янський     | Анищине             | 4483-IX     |
| село   | Безмятежне                        | Куп'янський     | Млинки              | 4483-IX     |
| село   | Івашкине                          | Куп'янський     | Іващине             | 4483-IX     |
| село   | Курочкине                         | Куп'янський     | Куроччине           | 4483-IX     |
| село   | Мечнікове                         | Куп'янський     | Мечникове           | 4483-IX     |
| село   | Московка                          | Куп'янський     | Мирове              | 4483-IX     |
| село   | Юр'ївка                           | Куп'янський     | Юріївка             | 4483-IX     |
| село   | Валер'яновка                      | Лозівський      | Валер'янівка        | 4483-IX     |
| село   | Морокине                          | Лозівський      | Морочине            | 4483-IX     |
| село   | Надеждине                         | Лозівський      | Надіїне             | 4483-IX     |
| село   | Надеждине                         | Лозівський      | Надійне             | 4483-IX     |
| село   | Надеждівка                        | Лозівський      | Надіївка            | 4483-IX     |
| село   | Новонадеждине                     | Лозівський      | Нововолодимирське   | 4483-IX     |
| село   | Побєда                            | Лозівський      | Рідне               | 4483-IX     |
| село   | Котляри                           | Харківський     | Котлярі             | 4483-IX     |
| селище | Прелесне                          | Харківський     | Прилісне            | 4483-IX     |
| село   | Дегтярне                          | Чугуївський     | Дігтярне            | 4483-IX     |
| село   | Рибалкине                         | Чугуївський     | Рибалчине           | 4483-IX     |

### Херсонська область
| Тип    | Стара назва        | Район         | Нова назва       | № постанови |
| ------ | ------------------ | ------------- | ---------------- | ----------- |
| село   | Краснолюбецьк      | Бериславський | Коханівка        | 3984-IX     |
| село   | Максима Горького   | Бериславський | Сагайдачне       | 3984-IX     |
| село   | Нова Калуга        | Бериславський | Михайлів         | 3984-IX     |
| село   | Нова Калуга Друга  | Бериславський | Новомихайлів     | 3984-IX     |
| село   | Ольгине            | Бериславський | Ольжине          | 3984-IX     |
| село   | Першотравневе      | Бериславський | Вільне           | 3984-IX     |
| село   | Потьомкине         | Бериславський | Незламне         | 3984-IX     |
| село   | Чкалове            | Бериславський | Стійке           | 3984-IX     |
| селище | Комунарське        | Генічеський   | Козацьке         | 3984-IX     |
| село   | Чкалове            | Генічеський   | Дорнбург         | 3984-IX     |
| село   | Князе-Григорівка   | Каховський    | Козацька Слобода | 3984-IX     |
| село   | Надеждівка         | Каховський    | Надіївка         | 3984-IX     |
| село   | Первомаївка        | Каховський    | Тихий Лиман      | 3984-IX     |
| селище | Питомник           | Каховський    | Чумацьке         | 3984-IX     |
| село   | Максима Горького   | Скадовський   | Щасливе          | 3984-IX     |
| село   | Новоросійське      | Скадовський   | Сябри            | 3984-IX     |
| село   | Суворовка          | Скадовський   | Чумаки           | 3984-IX     |
| село   | Первомайське       | Херсонський   | Незламне         | 3984-IX     |
| село   | Пойма              | Херсонський   | Заплава          | 3984-IX     |
| село   | Первомайське       | Бериславський | Сонячне          | 4483-IX     |
| село   | Червона Людмилівка | Бериславський | Людмилівка       | 4483-IX     |
| село   | Змагання           | Генічеський   | Урожайне         | 4483-IX     |
| село   | Муравейник         | Генічеський   | Мурашник         | 4483-IX     |
| село   | Першотравневе      | Генічеський   | Хліборобне       | 4483-IX     |
| село   | Скворцівка         | Каховський    | Золотаве         | 4483-IX     |
| село   | Надеждівка         | Херсонський   | Надіївка         | 4483-IX     |
| село   | Чайкине            | Херсонський   | Чайчине          | 4483-IX     |

### Хмельницька область
| Тип  | Стара назва              | Район                 | Нова назва            | № постанови |
| ---- | ------------------------ | --------------------- | --------------------- | ----------- |
| село | Червона Діброва          | Кам'янець-Подільський | Завалівська Діброва   | 3984-IX     |
| село | Кушнирівка               | Хмельницький          | Кушнірівка            | 3984-IX     |
| село | Кушнирівська Слобідка    | Хмельницький          | Кушнірівська Слобідка | 3984-IX     |
| село | Першотравневе            | Хмельницький          | Березівка             | 3984-IX     |
| село | Російська Буда           | Хмельницький          | Розсохська Буда       | 3984-IX     |
| село | Червона Дубина           | Хмельницький          | Турщина               | 3984-IX     |
| село | Червоний Случ            | Хмельницький          | Слуцьке               | 3984-IX     |
| село | Сморшки                  | Шепетівський          | Зморшки               | 3984-IX     |
| село | Червоне (Білогірська ТГ) | Шепетівський          | Калинове              | 3984-IX     |
| село | Червоне (Полонська ТГ)   | Шепетівський          | Андріївка             | 3984-IX     |
| село | Анютине                  | Хмельницький          | Ганнусине             | 4483-IX     |
| село | Москалівка               | Хмельницький          | Мальовниче            | 4483-IX     |
| село | Червоний Кут             | Хмельницький          | Кут                   | 4483-IX     |
| село | Червоний Острів          | Хмельницький          | Острів                | 4483-IX     |

### Черкаська область
| Тип    | Стара назва     | Район           | Нова назва   | № постанови |
| ------ | --------------- | --------------- | ------------ | ----------- |
| місто  | Ватутіне        | Звенигородський | Багачеве     | 3984-IX     |
| село   | Гудзівка        | Звенигородський | Ґудзівка     | 3984-IX     |
| селище | Катеринопіль    | Звенигородський | Калинопіль   | 3984-IX     |
| село   | Кантакузівка    | Золотоніський   | Мировичі     | 3984-IX     |
| село   | Новомиколаївка  | Золотоніський   | Осавульське  | 3984-IX     |
| село   | Перше Травня    | Золотоніський   | Компанійське | 3984-IX     |
| село   | Першетравневе   | Золотоніський   | Новий Коврай | 3984-IX     |
| село   | Іванівка        | Черкаський      | Яничі        | 3984-IX     |
| село   | Первомайське    | Черкаський      | Соснове      | 3984-IX     |
| село   | Червона Слобода | Черкаський      | Слобода      | 3984-IX     |
| село   | Ганжалівка      | Звенигородський | Ґанджалівка  | 4483-IX     |
| село   | Іскрене         | Звенигородський | Іскрине      | 4483-IX     |
| село   | Дзензелівка     | Уманський       | Дзендзелівка | 4483-IX     |

### Чернігівська область
| Тип    | Стара назва   | Район               | Нова назва     | № постанови |
| ------ | ------------- | ------------------- | -------------- | ----------- |
| село   | Перше Травня  | Ніжинський          | Сонячне        | 3984-IX     |
| село   | Перше Травня  | Прилуцький          | Міхновське     | 3984-IX     |
| село   | Червоне       | Прилуцький          | Чорне          | 3984-IX     |
| село   | Южне          | Прилуцький          | Світанок       | 3984-IX     |
| село   | Перше Травня  | Чернігівський       | Зелений Гай    | 3984-IX     |
| село   | Пушкіне       | Чернігівський       | Лісове         | 3984-IX     |
| село   | Чисті Лужі    | Чернігівський       | Чисті Луки     | 3984-IX     |
| село   | Березова Роща | Корюківський        | Березовий Гай  | 4483-IX     |
| село   | Крестопівщина | Корюківський        | Хрестопівщина  | 4483-IX     |
| село   | Ковальове     | Ніжинський          | Ковалеве       | 4483-IX     |
| село   | Травкине      | Ніжинський          | Травчине       | 4483-IX     |
| село   | Восточне      | Новгород-Сіверський | Іванків        | 4483-IX     |
| селище | Зелена Роща   | Новгород-Сіверський | Зелена Діброва | 4483-IX     |
| село   | Роща          | Новгород-Сіверський | Бір            | 4483-IX     |
| село   | Альошинське   | Чернігівський       | Загороднє      | 4483-IX     |

## Залізничні станції і зупинні пункти
Протягом 2023–2024 років (станом на 15.10.2024) було перейменовано 120 роздільних і зупинних пунктів Укрзалізниці і 2 зупинних пункти закрито (статистика включає всі перейменовані роздільні і зупинні пункти, а не лише за деколонізацією).